# Плаза

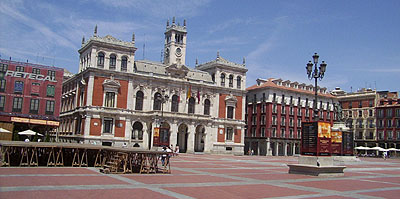
Типичная испанская плаза: главная площадь и здание муниципального совета (Вальядолид, Испания)

Пла́за (правильнее — пла́са; от исп. plaza, IPA /'plaθa/ или /'plasa/) — испанское слово, означающее открытое общественное пространство вроде городской (рыночной) площади в испаноговорящих странах и США.
По всей Испанской Америке вокруг центральной площади каждого административного центра находились три близко расположенных сооружения — кафедральный собор, кабильдо или административный центр, который мог находиться в крыле губернаторского дворца, и audiencia или суд. Плаза может быть достаточно большой, для того чтобы служить площадью для проведения военных парадов. Во время фиесты плаза была местом, где могла собираться большая толпа.
Большинство колониальных городов испанской Америки были планированы вокруг «площади оружия», где происходила мобилизация, как видно из названия, окружённой дворцом губернатора и главной церковью.
В английском и русском языках приобрело дополнительное значение «торговый центр», «торговый комплекс» или молл открытого типа.
Однокоренное слово плац пришло в русский язык из немецкого.

## Также плаза может означать
- открытую площадку перед городскими зданиями,
- место сбора пошлины за проезд,
- торговый центр,
- зону отдыха или сервиса на автомагистралях.